# Denis De Gloire
Denis De Gloire (Waregem 1959) is een Belgisch abstract kunstschilder. Hij maakt schilderijen in de stijl van popart, geometrische abstractie, minimal art, colorfieldpainting en vooral actionpainting met de dripping-techniek. Hij is autodidact. Hij is gefascineerd door het werk van Jackson Pollock. Hij woont en werkt in Waregem en heeft er zijn eigen galerie.

## Biografie.
De ouders van Denis de Gloire hadden een verf- en behangwinkel. Zijn vader was huisschilder. Van zijn 14 jaar tot zijn 18 jaar ging Denis halftijds bij zijn vader als huisschilder werken onder leercontract terwijl hij een schildersopleiding in Roeselare volgde.  Verf en kleuren waren van in zijn jeugd altijd deel van zijn leven, daarom noemt hij zichzelf een "color constructor" (kleurenmaker). Hij was reeds op jonge leeftijd gefascineerd door Jackson Pollock en besloot al van in zijn jeugd "ooit" kunstschilder te worden.
Na zijn legerdienst in 1980 begon hij als autodidact tekeningen en schilderijen te maken, die hij daarna vernietigde. Hij was bokser en startte een boksclub in Waregem, waar hij verschillende boksgala's organiseerde. In dezelfde periode opende hij ook zijn eerste café. Hij bleef gepassioneerd door kunst en legde een verzameling kunstboeken aan, maar maakte zelf geen kunst meer. In 2002 stopte hij met de boksclub om zich te concentreren op zijn café "De Niets" die hij samen met zijn echtgenote runde. Hij begon opnieuw schilderijen te maken aanvankelijk enkel met de bedoeling om zijn café te decoreren.
Deze schilderijen vielen in de smaak, er was grote vraag naar, waardoor De Gloire schilderijen bleef maken. In 2009 werd hij opgemerkt door Dan Cornette die bezig was met de voorbereiding van een nieuwe galerie "IDA" in Waregem. Cornette engageerde De Gloire voor de openingstentoonstelling "SpringArt 2010". In 2011 organiseerde de galerie een solotentoonstelling voor De Gloire in de Stadshallen in Brugge met de titel "Tribute to Jackson Pollock's 100th Anniversary to Pollock". Hoewel de tentoonstelling druk bezocht werd was er weinig persaandacht. Toch was deze tentoonstelling de start van zijn erkenning als kunstschilder.
In 2019 stopte hij na 33 jaar als herbergier en liet hij zijn café "De Niets" over om zich volledig te wijden aan de schilderkunst en zijn nieuwe galerie, die hij in 2018 in de Stormstraat in Waregem had geopend. Later opende hij een tweede galerie in Sint-Idesbald.

## Oeuvre
Zijn oeuvre overkoepelt verschillende stromingen uit de abstracte kunst.
Zijn actionpaintings in dripping techniek zijn doelbewust en expliciet geïnspireerd op Jackson Pollack. Hij streeft er naar schilderijen te maken zoals de vroeg overleden Jackson Pollock ze mogelijk in een latere fase van zijn leven zou hebben gemaakt. De stelling "Zijn kunst begint waar die van Pollock eindigde" komt regelmatig terug in beschrijvingen van zijn werk. Hij maakt geen imitaties, maar hij ziet zijn werk als een bestendiging van de artistieke stijl van Pollock. Hij streeft daarom naar geëvolueerde versies van de drippings van Pollack, meer beheerst, met fellere kleuren en zonder de typische verfspatten. Hij wil niet choqueren of een boodschap uitbrengen, maar enkel mooie werken afleveren.
Ook zijn geometrische schilderijen, minimalistische werken, popartschilderijen  en zijn colorfieldpaintings zijn geïnspireerd op kunstenaars uit het verleden zoals Mark Rothko, Mimmo Rotella, Joan Mitchell, Daniel Buren en Josef Albers.  In een serie brengt hij twee stijlen naast elkaar op één doek zoals Pollock naast Gerhard Richter of Pollock naast Albers.

## Tentoonstellingen
Zijn eerste grote solotentoonstelling vond plaats in de stadshallen van Brugge onder de titel "Tribute to Jackson Pollock's 100th Anniversary". Hij stelde er "de vier jaargetijden" tentoon, 4 werken van 8 op 3 meter.
In 2016 kon hij zijn werken tentoonstellen in het Russische Astrachan naar aanleiding van de 35e verjaardag van Gazprom. Hij mocht er ook live schilderen in de opera van Astrachan. Hij had al eerder in Rusland geëxposeerd in Tsjeboksary, Sint-Petersburg en Moskou.
Hij exposeerde onder andere in diverse galerieën in Brussel, Parijs, Amsterdam, New York  en Oostende. In 2023 versierde hij met 20 van zijn werken de muren van het ziekenhuis van Geel onder de titel "Colors for People".
In het voorjaar van 2024 stelde hij zijn werken tentoon in de galerij van de Antwerp Business Suites met de steun van Luk Wyns, die zijn collectie vertegenwoordigt, en in de Galerie Azur in Spa.

## Website van de kunstenaar
http://www.denisdegloire.be/en/denis-de-gloire-actionpainter-color-constructor